# Arnold Bögli
Arnold Bögli (n. 30 mai 1897, La Chaux-de-Fonds, cantonul Neuchâtel, Elveția) a fost un luptător ce a reprezentat Elveția, medaliat olimpic. A participat la o ediție a Jocurilor Olimpice (1928) în care a câștigat o medalie de argint.

## Participări
Lista de mai jos prezintă principalele competiții la care a participat Arnold Bögli de-a lungul carierei.
- wrestling at the 1928 Summer Olympics – men's freestyle light heavyweight[*]